# Candida orthopsilosis
Candida orthopsilosis är en svampart som beskrevs av Tavanti, A. Davidson, Gow, M. Maiden & Odds 2005. Candida orthopsilosis ingår i släktet Candida, ordningen Saccharomycetales, klassen Saccharomycetes, divisionen sporsäcksvampar och riket svampar.   Inga underarter finns listade i Catalogue of Life.